# Ivan Delaere
Ivan Delaere is een Belgische politicus voor CD&V en voormalig burgemeester van Pittem.

## Biografie
Delaere studeerde graduaat Moderne Talen. Beroepsmatig is hij actief als bankier.
Hij ging in de gemeentepolitiek in Pittem en op vraag van burgemeester Leopold Gelaude stond hij op de CVP-lijst voor de gemeenteraadsverkiezingen van 1994. Delaere werd verkozen als gemeenteraadslid en Gelaude verlengde zijn burgemeesterschap. Toen Gelaude in 1997 tijdens de bestuursperiode overleed, volgde Delaere hem op als burgemeester.
Bij de verkiezingen van 2000 haalde Delaere meer dan 2000 voorkeurstemmen en werd zo herverkozen. Ook na de verkiezingen van 2006 bleef hij burgemeester.